# Franz Josef Strauß
Franz Josef Strauß, uneori scris Strauss, (API: /fʁants jozɛf ʃtraʊs/) (n. 6 septembrie 1915, München, Imperiul German – d. 3 octombrie 1988, Regensburg, Germania) a fost un om politic german (CSU), prim-ministru al landului Bavaria între 1978-1988.